# Municipio de Luunja
El municipio de Luunja (estonio: Luunja vald) es un municipio estonio perteneciente al condado de Tartu.

## Localidades (población año 2011)
- Kabina 240
- Kakumetsa 202
- Kavastu 252
- Kikaste 44
- Kõivu 32
- Lohkva 1,288
- Luunja 518 p
- Muri 54
- Pajukurmu 21
- Pilka 157
- Poksi 21
- Põvvatu 90
- Rõõmu 120
- Sääsekõrva 28
- Sääsküla 35
- Sava 50
- Savikoja 51
- Sirgu 105
- Sirgumetsa 45
- Veibri 824
- Viira 30[1]